# Salix pellita
Salix pellita là một loài thực vật có hoa trong họ Liễu. Loài này được (Andersson) Bebb miêu tả khoa học đầu tiên năm 1891.